# トーマス・マシュー・クルックス

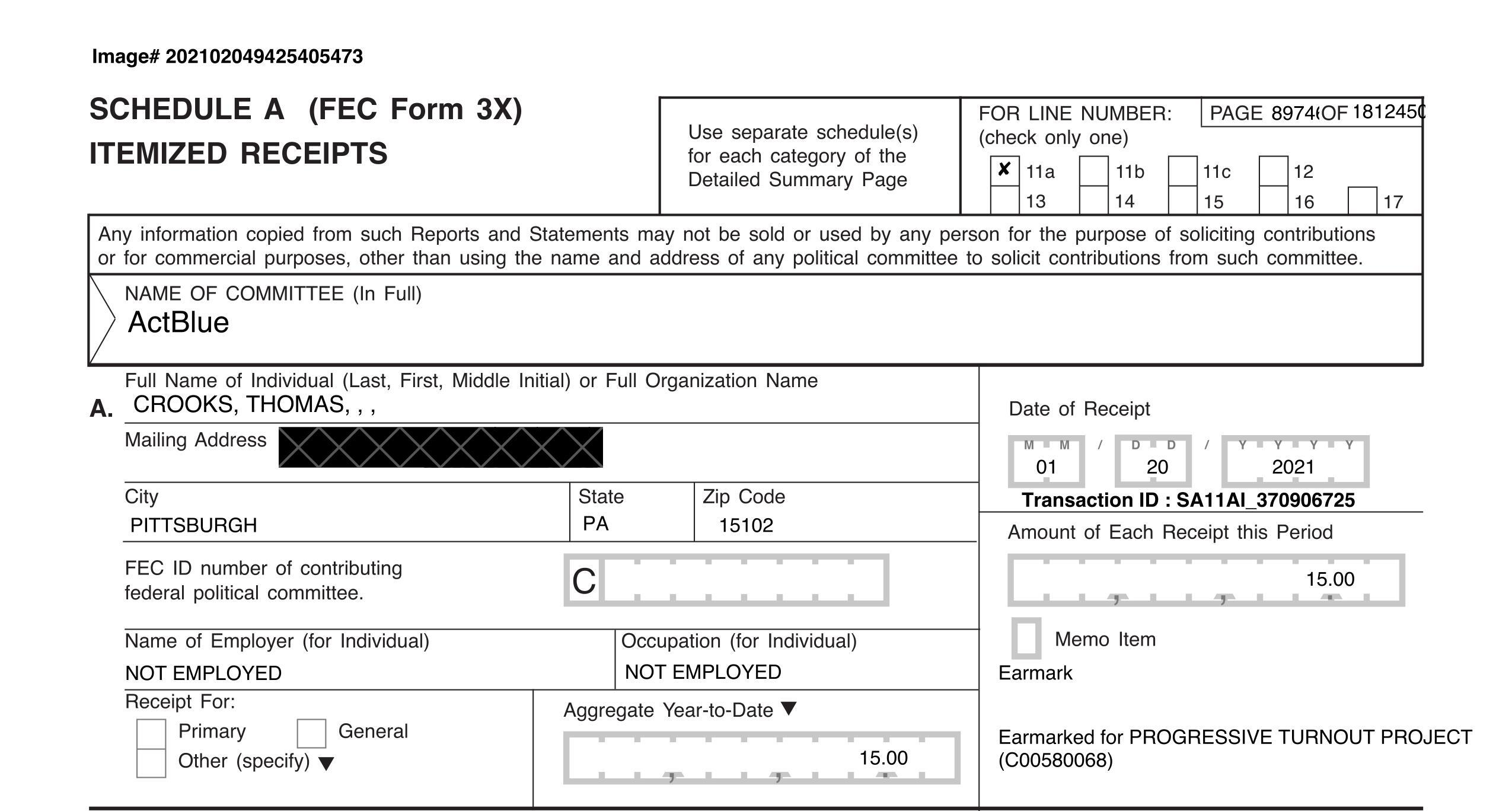
クルックスによるActBlueへの寄付を示す連邦選挙委員会の領収書

トーマス・マシュー・クルックス（英語: Thomas Matthew Crooks、2003年9月20日 - 2024年7月13日）は、アメリカ合衆国の男性、暗殺未遂犯。2024年アメリカ合衆国大統領選挙の共和党の指名候補者だったドナルド・トランプを狙撃し、暗殺を試みた（ドナルド・トランプ暗殺未遂事件）。
2024年7月13日、ペンシルベニア州バトラー近郊の集会で、クルックスは近くの屋上からAR-15スタイルのライフルでトランプに向けて発砲した。銃弾はトランプの右耳を負傷させ、1人の聴衆を殺害し、他の2人を重傷にした。その直後、シークレットサービスのスナイパーチームにより射殺された。
クルックスはペンシルベニア州ベセルパークの中流階級家庭に生まれ、その後べセルパーク高校に入学。高校内での印象はインテリな感じで、物静かであったという。その後アレゲニー・コミュニティ・カレッジに入学。銃撃の2か月前となる2024年5月には短期大学士を取得し、ナーシングホームで厨房作業員として働いた。
クルックスがトランプの暗殺を試みた動機は不明であり、政治的見解に関する情報も結論が出ていない。2021年1月には民主党系のプラットフォームを通じて有権者の投票率向上団体に15ドルを寄付しており、2021年9月以降はペンシルベニア州で共和党の有権者として登録されていた。

## 生い立ち
2003年9月20日、クルックスはペンシルベニア州ベセルパークでリバタリアン党支持者の両親の下に生まれる。中流階級、もしくは上位中産階級の家庭であったと思われている。両親はソーシャルワーカーとして働いていた。

### 高校時代
べセルパーク高校に入学し、2022年に卒業。成績優秀者であったという。クラスメートからの印象は、「物静かな男性」であったという。また、他のクラスメートから頻繁にいじめられており、いじめを避けるために普段からマスクをつけ、狩猟服を着てカモフラージュしていた。高校時代は射撃部に入ろうとしたことがあったが、結局入っていない。
その他、クラスメートはクルックスの成績について「Incredibly Intelligent（信じられないほど賢い）」と評価している。クルックスは、全米数学・科学賞で「スター・アワード」という賞を受賞しており、500ドルを賞金として受け取っている。また、クルックスは、2023年にべセルパーク高校で撮影された資産運用会社ブラックロックの広告にも出ている。

### 大学時代
アレゲニー・コミュニティ・カレッジに入学。銃撃の2か月前には理数系科目で短期大学士を取得していた。その後、ナーシングホームで厨房作業員として働いていた。クルックスに前科はなく、ペンタゴンによると兵役の志願も行っていなかった。

## ドナルド・トランプ暗殺未遂事件
2024年7月13日、ドナルド・トランプ暗殺未遂事件が発生。翌日には、その犯人がクルックスであることをFBIが発表した。クルックスは、ペンシルベニア州バトラーで2024年アメリカ合衆国大統領選挙に向けて演説を行っていた元大統領のドナルド・トランプを銃撃し負傷させた。このほか、銃弾は成人男性の聴衆3名にもあたり、その内1人が死亡、2人は重体となっている（この二人は一日ほどで安定した状態になった）。アメリカ合衆国の警察によると、銃撃に使用したAR-15は父親が所有していたもので、合法的に購入したものであったという。
クルックスは銃撃直後、シークレットサービスの対襲撃部隊によって射殺された。アメリカ合衆国大統領暗殺事件で暗殺者がシークレットサービスの対襲撃部隊によって射殺されるのは、これが初となる。クルックスが当時着ていた服は、銃を取り扱う著名なYouTubeチャンネル「Demolition Ranch」の商品であった。また、実家や車からは爆薬の制作材料が発見された。その後の捜査によってペンシルベニア州ジェファーソンヒルズの射撃場「Clairton Sportsmen's Club」の会員であったことが判明した。また、事件を起こす前に過去の銃乱射事件の犯人に関する情報を調べていたことが捜査当局による携帯電話の解析で判明したと報じられている。

## 政治との関わり
当局は彼の政治的見解が不明であり、暗殺未遂が政治的動機によるものかどうかも判断していないと述べている。公的記録には彼の見解が示されておらず、ソーシャルメディアや文章にも彼のイデオロギーを示すものは見つかっていない。
クルックスは18歳になった2021年9月から有権者登録をしており、共和党員として登録された。彼は2022年の中間選挙で一度だけ投票した。
クラスメートによると思想は「やや右寄り」。その他、あるクラスメートは「私はクルックスがトランプのシャツかそれに似たものを着ているのを前に見たような気がする」とコメントしている。
一方、2021年1月20日、17歳の時に、民主党や進歩的組織が利用する寄付プラットフォーム「ActBlue」を通じて、民主党系の投票率向上団体「Progressive Turnout Project」に15ドルを寄付した。この寄付はバイデン大統領の就任式当日に行われた。Progressive Turnout Projectによれば、彼は就任式に「同調する」というEメールに応じて寄付を行い、2022年にはこの団体のメーリングリストから脱会した。